# Жестокость

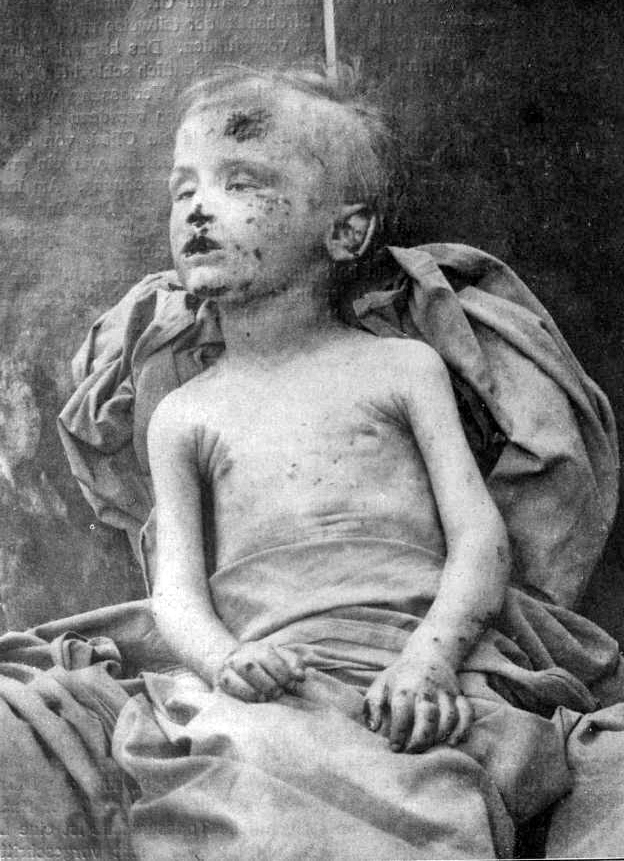
Ребёнок, подвергнутый сексуальному насилию (1910)

Жесто́кость — проявление грубого (в том числе неумелого) отношения и обращения с другими живыми существами, которое может сопровождаться причинением им боли и нанесением душевных и телесных повреждений. Антонимом жестокости М.Н. Катков называл мягкость.
При оценке конкретных случаев жестокости существенное значение имеют обстоятельства её проявления.
Если жестокость (в таких случаях чаще говорят — жёсткость) является вынужденной и обоснованной, то есть направлена на предотвращение заметно большего ущерба (например, пресечение преступной деятельности вооружённых маньяков, защита Отечества в период военных действий, в некоторых случаях даже — спасение (когда действиям утопающего дают излишнюю свободу, он(а) нередко заключает пытавшегося помочь ему человека в смертельные объятия, после чего гибнут оба), то она признаётся допустимой (при возможно более внимательном и строгом отслеживании упомянутых обоснований и пределов проявления). Многие военные, сотрудники правоохранительных органов, врачи и другие, не превысившие допустимые и обоснованные в текущей культурно-исторической обстановке пределы проявления вынужденной жестокости и при этом успешно выполнившие свой служебный и человеческий долг, заслуженно награждаются и поощряются, в том числе высшими наградами своего государства, отрасли и т. п.
Необоснованная (опять же — в текущей культурно-исторической обстановке и в конкретных обстоятельствах) жестокость, жестокость ради самой жестокости, проявляющаяся как морально-психологическая черта личности, с целью самоутверждения и (или) получения удовольствия от осознанного причинения страданий живому существу обычно осуждается и порицается обществом (от морального порицания до административного и уголовного преследования — в зависимости от проявлений).

## Описание жестокости
Жестокость в большинстве случаев рассматривается как синоним агрессии или её крайнего проявления — деструктивная агрессия (осознанное стремление причинить вред другому живому существу, либо поведение на это направленное).
Однако, как и в других преступлениях, жестоким может быть и бездействие или неумелое действие и забота. Так, если детей (например, из соображений удобства учителя) вовремя не учат плавать, даже если известно, что они (все или часть) неизбежно окажутся в обстоятельствах, где это будет являться условием их выживания, то это также жестокое обращение (только растянутое во времени), квалифицируемое на юридическом языке как «оставление в опасности». Если тех же детей из соображения удобства учителей отстраняют от знакомства с посильным производительным трудом до окончания школы, зная, что после этого многим из выпускников будет куда сложнее вписаться (если это ещё возможно) во взрослую трудовую жизнь, а не вписавшиеся будут больше подвержены депрессиям, алкоголизму, суицидам и т. п., то это также жестокость (только растянутая во времени)

## Правовая оценка
Термин «жестокость» часто используется в правоведении и криминологии, в отношении обращения с детьми и с животными. В настоящее время жестокое обращение с животными вызывает полемику среди юристов, философов и священнослужителей.
В УК РФ существует статья 105, часть 2, пункт «д» — убийство, совершенное с особой жестокостью, служащая наглядным примером определения жестокости, то есть перед убийством применялись пытки, глумления, нанесение большого количества телесных повреждений.
В то же время в более сложных случаях, когда жестокие последствия нерадения или недостаточно профессионального обращения с детьми, с животными, с другими людьми носят вероятностный характер, а тем более — заметно отдалены по времени, а нерадение или непрофессионализм ещё прикрывается объективными сложностями (например, недофинансированием), недостаточной изученностью наукой связей и величины тех или иных проявлений и их последствий (а во времена СССР научное изучение многих сторон жизни общества, особенно политики, обучения, ряда областей культуры и т. п. в нашей стране находилось под негласным запретом), то правоохранителям чрезвычайно сложно привлечь виновных даже в гибели людей, поскольку соответствующие научно обоснованные методики оценки причин и величины ущерба отсутствуют либо явно недостаточны.
Правовая оценка жестокости существенно зависит от культурно-исторической обстановки и конкретных обстоятельств. Но даже в период военных действий нередко прилагаются усилия и ведётся борьба с мародёрством, необоснованным насилием над пленными и мирным населением и другими необоснованными проявлениями жестокости.

## Причины жестокости
Учёные-психологи отмечают, что обычно (необоснованно и в мирное время) жестокие люди не вполне психически здоровы.
Нередко это отклонение вызывается телесными и психическими травмами, некоторыми заболеваниями или временным снижением осознанности вследствие употребления наркотиков, шока и подобных причин.

## Изображение жестокости в медиа
Некоторые исследователи, изучающие причины формирования жестокости, фокусируют внимание на влиянии медиа. «ТВ западного общества формирует „культуру насилия“, делает преступное насилие приемлемым и даже оправданным типом жизни для значительной части населения. ТВ резко преувеличивает роль насилия в жизни, посвящая ему большое время; ТВ представляет насилие как эффективное средство решения жизненных проблем» (Кара-Мурза, 2000). Основное внимание уделяется
бихевиористским теориям, выдвигающим два основных последствия влияния медиа, ведущих к формированию агрессивного поведения. Первое — Т. Ф. Ефремова. Дегуманизация // Толковый словарь Ефремовой. — 2000. аудитории, второе -
навязывание жестоких сценариев поведения, т. н. «прайминг», при котором просмотр
сцен насилия побуждает к проявлениям жестокости в реальной жизни.
Практическое подтверждение было дано теорией социального научения.
Она предполагает, что дети в процессе просмотра медиа-контента, содержащего
сцены и образы, связанные с насилием, усваивают навыки агрессивного поведения. Доказательством
служит эксперимент с куклой Бобо, проведённый Альбертом Бандурой. Детям
показывали, как участник эксперимента избивал куклу, а затем разрешали
проводить над ней различные действия. В итоге дети следовали примеру поведения
взрослого.
На основе теории научения впоследствии А. Бандурой была
разработана социально-когнитивная теория, которая предполагает, что агрессия
может быть активирована в процессе восприятия навязываемых агрессивных
сценариев поведения, то есть праймингом. При этом большую роль играет самоконтроль личности, выбирающей, какие из поступающих извне моделей поведения приводят к награждению и не к наказанию. Наиболее оптимальные с этой точки зрения усваиваются. Таким образом, не всегда жестокость, изображаемая в медиа, служит примером — это в значительной степени зависит от индивидуальных особенностей личности.
Теория закрепления, или поведенческая концепция В. Скиннера абстрагируется
от внутренних мотивов человеческого поведения и утверждает, что телевидение
лишь закрепляет уже имеющиеся у зрителей агрессивные паттерны поведения. Таким образом, личности отказано в способности как-то влиять на окружающий мир, она характеризуется чрезмерной внушаемостью, что даёт возможность с легкостью ею манипулировать. Это происходит при помощи системы контроля над режимом подкреплений, соответственно, одним из наиболее влиятельных инструментов влияния и являются массовые медиа.
Согласно теории моральной паники, СМИ являются источником негативных впечатлений и поддерживают
их, при этом вызывая массовое беспокойство и напряженность в обществе Архивная копия от 2 апреля 2015 на Wayback Machine. При этом причиной начала паники не всегда могут быть медиа, однако именно они играют решающую роль в распространении эпидемии массового психоза, поддержании информационно-психологических войн. Связь между медиа и явлением моральной паники была исследована британским социологом Дэвидом Гонтлеттом.

### Критика теорий
Критика подобных исследований в основном ограничивается
вопросом, существует ли связь между насилием, происходящим на экране и насилием
в реальной жизни. Ряд исследований, выделяет следующие методологические аспекты:
- Неспособность контролировать условия проведения экспериментов при оценке результатов от прохождения агрессивных и не содержащих жестокости видеоигр[9]
- Недостаточное внимание уделяется социальному контексту, в котором происходит восприятие медиа. Существующие теоретические модели предполагают, что результаты прохождения тех же видеоигр эквивалентны, независимо от различных контекстуальных особенностей (онлайн — офлайн игры, социальные характеристики игроков). Это основной недостаток всех представленных теорий.
- Отсутствие стандартных, надежных и эффективных критериев определения уровня агрессии и воздействия средств массовой информации. Без стандартизированного способа измерения агрессии невозможно понять, являются ли полученные результаты действительными или были отобраны из числа возможных альтернативных данных просто потому, что они давали нужную информацию, когда других альтернатив не было. Неспособность точно определить само понятие «агрессия»[10].
- Отсутствие отрицательных результатов. При тщательном анализе некоторых проведенных исследований выясняется, что в действительности они имеют отрицательные или не способные привести к определённому заключению результаты[11].
- Не учитываются «третьи переменные». Такие факторы как генетика, психологические особенности личности и наличие насилия в семье исключаются из внимания исследователей[12].
- Невозможность оценить размеры влияния медиа на определённого человека. Когда агрессия направлена по отношению к другому человеку, и особенно когда рассматривается противозаконное насильственное действие, результат виден на глаз. Однако шанс определить взаимосвязь между насилием в СМИ и жестокости в реальной жизни близок к нулю. Медиа, как правило, продуцирует влияние, размер которого слишком мал, чтобы его зафиксировать.
- Не существует корреляции между уровнем жестокости, показываемой на экранах телевизоров, и реальным уровнем преступности в криминальном мире. Последний, довольно существенно меняясь на протяжении второй половины XX в., никак не связан с подъёмом изображения насилия в медиа, начавшегося в 50-е гг. К примеру, уровень убийств в США никогда не было выше, чем в 1930 году. Кроме того, эта теория не объясняет, почему показатели тяжких преступлений (в том числе среди несовершеннолетних) резко упал в середине 1990-х годов и оставался низким, в то время, когда насилие в СМИ продолжало расти, и к нему добавились жестокие видеоигры. Наконец исследователи насилие СМИ не могут объяснить, почему многие страны с темпами аналогичных или равных США (например, Норвегии, Канады, Японии и т. д.) насилия в средствах массовой имеют значительно более низкие показатели тяжких преступлений[13].
- Есть гипотеза о том, что насилие в медиа является лишь отражением насилия в обществе. Многие телевизионщики утверждают, что их шоу только отражают жестокость, происходящую в реальном мире[14].